# Tesnota
Pour plus de détails, voir Fiche technique et Distribution.
Tesnota, une vie à l'étroit (Теснота, littéralement « Étroitesse ») est un film russe réalisé par Kantemir Balagov, sorti en 2017.
Il est présenté en compétition officielle dans la section Un certain regard au Festival de Cannes 2017 dont il remporte le Prix FIPRESCI. En janvier 2018, il remporte le Grand Prix du Jury au Festival Premiers Plans. 
Il est présenté à Paris en novembre 2018 dans le cadre de la 16e semaine du nouveau cinéma russe. 

## Synopsis
En 1998, dans une ville russe du Caucase, Ila, une jeune fille à l'allure de garçon, travaille comme mécanicienne dans le garage de son père. Dans cette famille juive une fête traditionnelle est organisée à l'occasion des fiançailles de son frère David avec une fille issue de la même communauté. Ila, ayant revêtu, à la place de la salopette qu'elle porte en permanence, une robe démodée imposée par sa mère, s'ennuie au milieu des danseurs et finit par partir rejoindre Zalim, son petit ami kabarde. Les parents d'Ila interdisent à leur fille de fréquenter un garçon qui n'est pas de leur « tribu ».
Plus tard, la famille apprend que David et sa fiancée ont été enlevés et qu'elle doit payer une rançon au-dessus de leurs moyens pour obtenir la libération de leur fils.

## Fiche technique
- Titre français : Tesnota, une vie à l'étroit
- Titre original : Теснота (littéralement « Étroitesse »)
- Réalisation : Kantemir Balagov
- Direction artistique : Alexandre Sokourov
- Scénario : Kantemir Balagov et Anton Yarush
- Photographie : Artem Emelianov
- Montage : Kantemir Balagov
- Décors : Alexei Paderine
- Costumes : Lidia Krioukova
- Son : Andreï Nikitin
- Production : Nikolay Yankin, Edouard Pitchouguine
- Sociétés de production : Example of Intonation, Lenfilm
- Société de distribution : ARP Sélection (France)
- Pays d'origine :  Russie
- Format : Couleurs - 35 mm - 1,37:1
- Genre : drame
- Durée : 118 minutes
- Dates de sortie :
  - France : 24 mai 2017 (Festival de Cannes 2017) ; 7 mars 2018 (sortie nationale)
  - Russie : 9 juin 2017 (Kinotavr 2017) ; 3 août 2017 (sortie nationale)
  - Belgique : 16 octobre 2017 (Festival international du film de Flandre-Gand)

## Distribution
- Daria Jovner (ru) : Ila (na)
- Artiom Tsypine (ru) : Avi, le père d'Ila
- Olga Dragounova : Adina, la mère d'Ila
- Veniamine Katz : David, le frère d'Ila
- Nazir Joukov : Zalim, le petit ami kabarde d'Ila

## Sortie

### Accueil critique
Pour son premier long métrage, le réalisateur Kantemir Balagov fait preuve d'un remarquable talent en filmant en plans très rapprochés, dans un format réduit, une société où très peu de libertés sont accordées par le milieu familial au sein d'une communauté à laquelle on doit se référer pour toute décision ;      communauté et milieu familial à l'étroit dans un milieu élargi où la violence, l'alcoolisme et la réalité de la guerre de Tchétchénie (présente par vidéo interposée) sont prégnants.
En France, le site Allociné recense une moyenne des critiques presse de 4,3/5, et des critiques spectateurs à 3,2/5.

### Box-office
- France : 44 927 entrées[5]

## Distinctions

### Récompenses
- Festival de Cannes 2017 : Prix FIPRESCI dans la section Un certain regard.

- Prix de la Guilde des critiques de cinéma russe[6] 2017 :
  - Meilleur premier film pour Kantemir Balagov et Nikolay Yankin
  - Meilleure actrice pour Darya Zhovnar
- Festival du nouveau cinéma de Montréal 2017 : Prix d'interprétation pour Darya Zhovnar[7]
- Kinotavr 2017 : Prix du meilleur premier film[8].
- Festival international du film de Thessalonique 2017 : Meilleure actrice pour Darya Zhovnar[9].
- Festival Premiers Plans d'Angers 2018 : Grand prix du jury (ex-æquo avec Winter Brothers)[10].

## Lieux de tournage
- Saint-Pétersbourg
- Naltchik, Nord-Caucase (quelques extérieurs)